# Suzuki Hyakunen
Suzuki Hyakunen (japanisch 鈴木 百年; geboren 9. Juli 1828 in Tokio; gestorben 26. Dezember 1891) war ein japanischer Maler.

## Leben und Werk
Suzuki Hyakunen begründete die „Suzuki-Schule“ (鈴木派) in Kunstkreisen in Kyōto während der Jahre vor und nach der Meiji-Restauration 1868. Sein Stil ist eine vielseitige Mischung aus verschiedenen anderen Schulen. Die starke Betonung der Nanga-Schule in den Werken seiner späteren Jahre soll bei den Schriftstellern und Künstlern seiner Zeit Anklang gefunden haben.
Zu seinen Schülern gehören Imao Keinen, Kubota Beisen und andere.

## Bilder

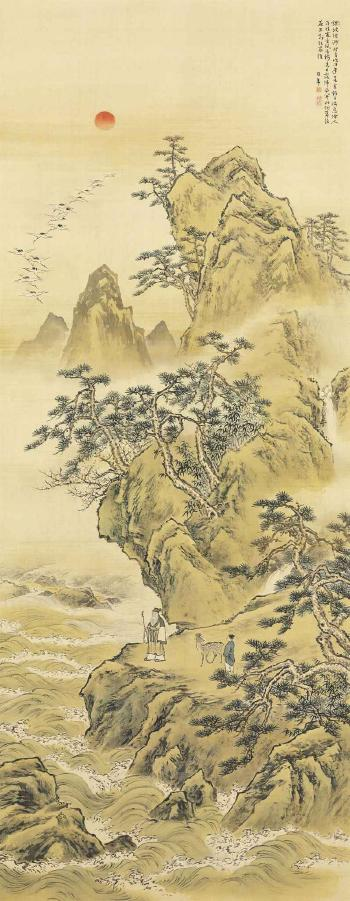
Berg Horai[A 1]
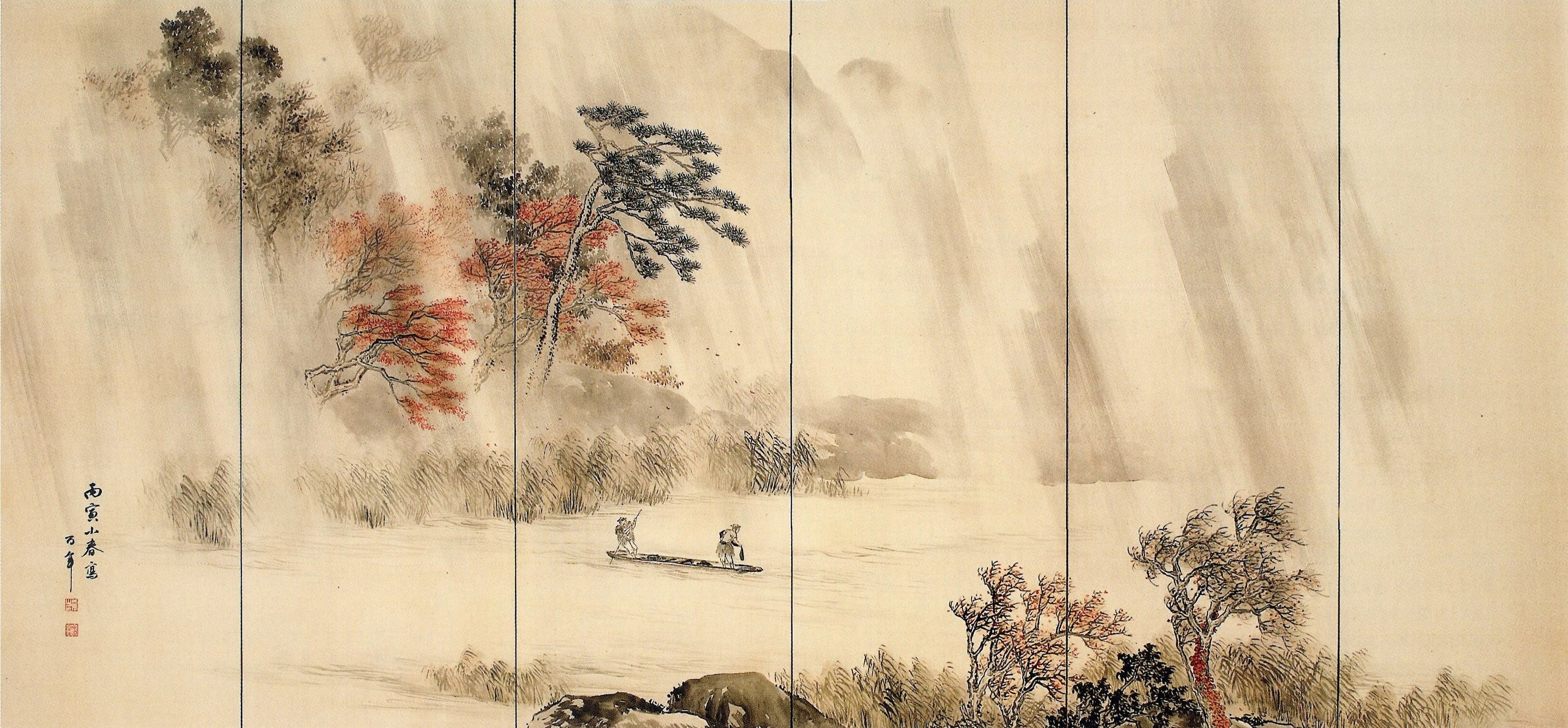
Frühling und Herbst, 1866
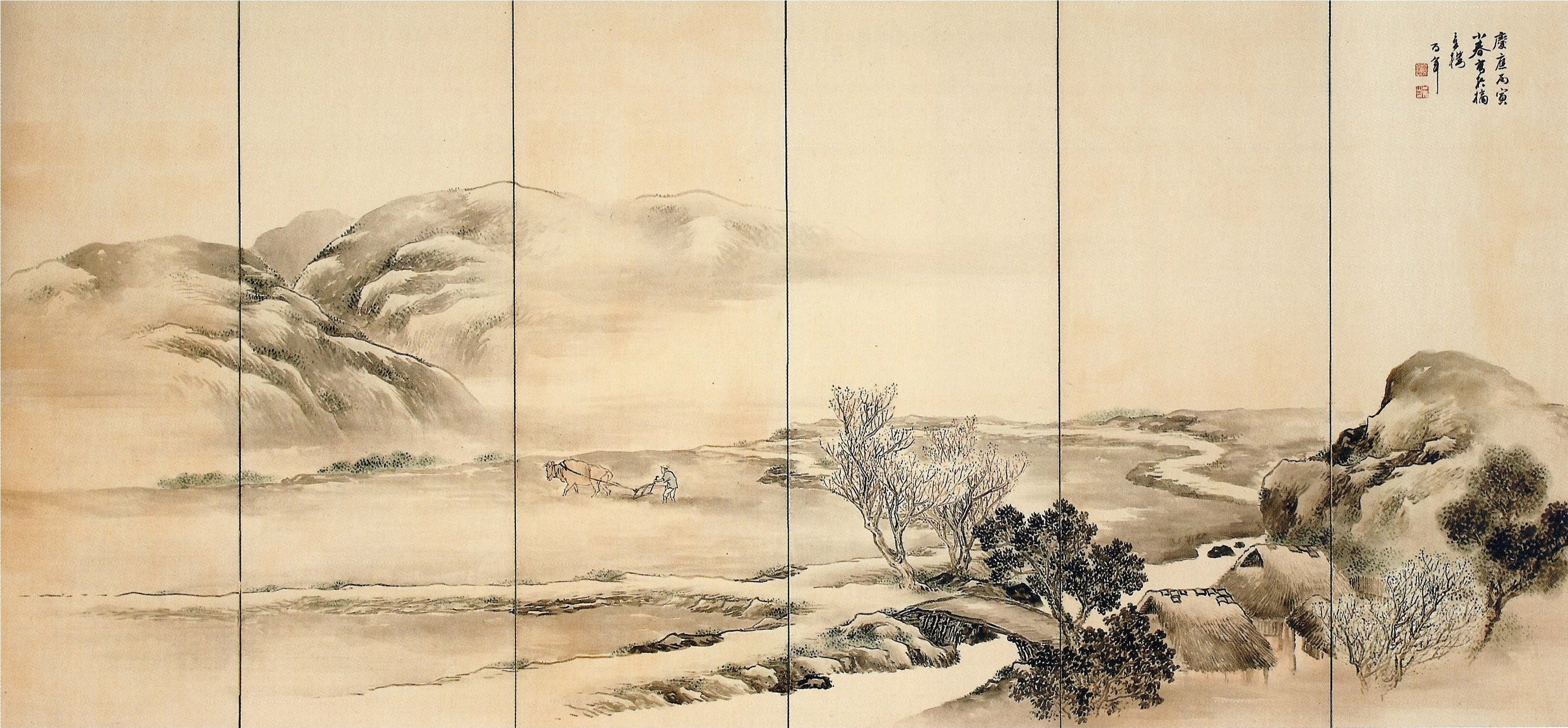
Frühling und Herbst, 1866
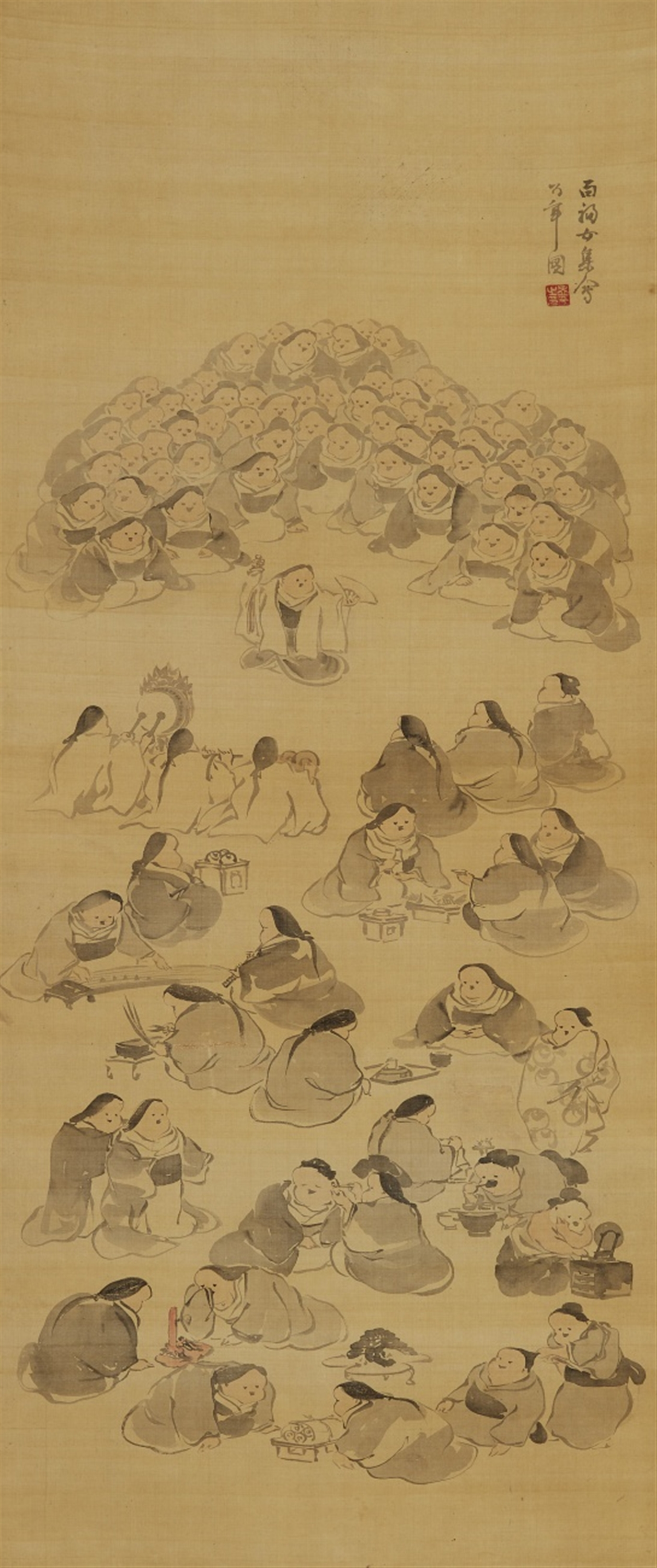
100 Okame[A 2]
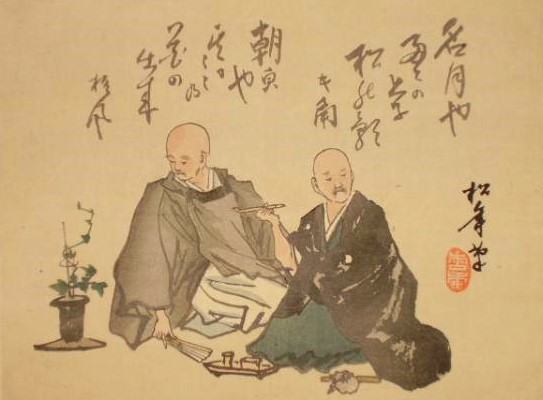
KonversationKonversation
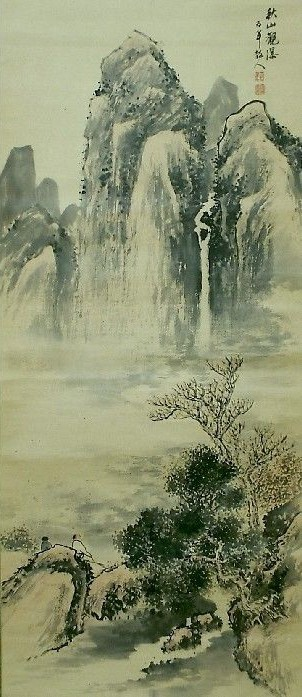
Berge